# Arthur Smet
Arthur Smet est un sous-officier, reporter-photographe de guerre pendant la Guerre d'Algérie.

## Biographie
Arthur Smet naît à Valenciennes le 20 septembre 1932 dans une famille de sept frères et sœurs où le père est mineur.
Engagé volontaire en 1953 au 1er Régiment d’infanterie motorisé à Donaueschingen dans le Bade-Wurtemberg, en RFA, le sergent Arthur Smet est ensuite incorporé dans la 2e compagnie du 8e Régiment d’infanterie motorisée (8e RIM) nouvellement formé en République fédérale d'Allemagne.
Arthur Smet vient à la photographie par hasard. Il raconte : « Un jour, le colonel m’a envoyé chanter pour une réception au château du prince de Furstenberg. Quinze jours après, le prince m’a fait porter deux cadeaux, au choix : des patins à glace ou un appareil photo. Un Voigtländer. Je n’avais même pas d’argent pour les films, j’envoyais toute ma solde à la maison. Le vaguemestre m’a acheté ma première bobine de pellicule. Douze vues 6x6. J’ai commencé à faire les photos des copains. ». Il débute alors une pratique de photographie amateur tournée vers la représentation de sa vie quotidienne et celle de ses frères d’armes.
En 1955, le 8e RIM est envoyé en Algérie française avec ses masques à gaz. En janvier 1959, alors que sa compagnie cantonne dans les environs de Saïda, Arthur Smet rencontre un officier supérieur qui change sa vie : le colonel Marcel Bigeard. Le 25 janvier 1959, « Bruno » — qui tient ce surnom de son indicatif radio — vient de recevoir le commandement du secteur opérationnel de Saïda et regrette l’absence de son photographe attitré, Marc Flament. Arthur Smet le remplace momentanément et couvre la tournée de Bigeard à la Compagnie Agricole Oranaise (CAO). Son travail, remis en un temps record, fait mouche. D'un clin d'œil, Bigeard lui dit que désormais, il couvre le secteur pour lui et l'engage aux côtés de Marc Flament.
Dès lors, sa pratique photographique connaît un nouveau souffle et se professionnalise, en partie grâce à Marc Flament qui lui enseigne un temps la technique mais surtout avec l’appui des autorités militaires qui lui offrent les moyens d’exercer son talent sans contrainte ni censure. Dans le sillage de Flament — et en marge du SCA —Arthur Smet devient l’une des chevilles ouvrières de l’action psychologique « à la Bigeard » en assurant la couverture photographique du secteur de Saïda pour la réalisation des halls d’informations. Ces grands murs d’images, disposés stratégiquement afin d’être visibles de tous dans les lieux publics, sont accompagnés de slogans promouvant les actions sanitaires et sociales de la France auprès des Algériens, la vie quotidienne citoyenne, militaire et politique, et enfin, les succès d’armes des commandos de chasse Georges et Cobra, nouvellement créés dans ce secteur opérationnel.
À l’exception d’un séjour dans le Constantinois durant l’automne 1960, les photographies d’Arthur Smet ont pour décor la région de Saïda, le Sud Oranais et Oran. Plusieurs de ses clichés sont publiés à l’époque dans les journaux locaux tels l’Écho d’Oran ou encore l’Écho de Saïda. En 1961, Arthur Smet est affecté au 2e Zouave et rejoint Oran pour devenir chef du service photo presse du corps d’armée. Dans ce nouvel emploi, il reçoit l’assistance de deux appelés du contingent, Jean-Marie Pillu dit Périer, célèbre photographe de la revue Salut les copains et Jean Distinghin, photographe et acteur dans le civil.
En 1963, Arthur Smet prend le bateau pour la France et quitte définitivement l’Algérie au terme d’un séjour de huit années. Il emporte avec lui plusieurs milliers d’images, implacables tant dans leur beauté que dans leur réalité d’une guerre montrée sans fard, qui constituent un corpus photographique d’une grande force.
Ces archives photographiques exceptionnelles, couvrant plus d’une décennie d’histoire militaire (1953-1967), sont aujourd’hui numérisées et accessibles au public sur les postes informatiques de la médiathèque de l’ECPAD, au Fort d'Ivry à Ivry-sur-Seine dans le département du Val-de-Marne.
Inconnu du grand public, il vit près de Dax où une exposition lui est consacrée en juillet 2015 dans le cadre du Festival de la Photographie de Dax.

## Décorations
Il est titulaire des décorations suivantes :
- Médaille militaire
- Chevalier de l'ordre national du Mérite
- Croix de la Valeur militaire avec une citation à l'ordre de l'armée
- Croix du combattant volontaire
- Croix du combattant
- Médaille commémorative des opérations de sécurité et de maintien de l'ordre en Afrique du Nord
- Médaille de la jeunesse, des sports et de l'engagement associatif, argent
- Médaille du titre de reconnaissance de la nation